# Ewald Heinrich Erdmann Bogislaff von Kleist-Wendisch Tychow
Ewald Heinrich Erdmann Bogislaff von Kleist-Wendisch Tychow, kurz Ewald Graf von Kleist (* 23. März 1821 Wendisch-Tychow; † 14. Januar 1892 in Frankfurt am Main) war am preußischen Königshof Kammerherr, später Vice-Oberzeremonienmeister, er gehörte mit seiner Frau zum engeren Zirkel der Kaiserin Augusta – der Bonbonniere.

## Leben
Graf von Kleist, Sohn des Heinrich Eduard Erdmann von Kleist (* 1789; † 1856) und der Ottilie geb. von Kleist-Collochau (* 1790; † 1863), besuchte die Brandenburger Ritterakademie, war hier Zögling Nr. 1000. Im Jahr 1839 wurde er Portepeefähnrich im 1. Garde-Ulanen-Landwehr-Regiment. 1850 wurde ihm als Premier-Leutnant der erbetene Abschied bewilligt. Nach der testamentarischen Bestimmung seines Vaters übernahm er die Allodial-Rittergüter Dubbertech und Priddargen. Zugleich war er Lehnserbe von Wendisch Tychow. Er war langjährig Präsident der pommerschen Hypotheken-Aktien-Bank in Köslin. Im Mai 1857 erhielt er die Kammerherrnwürde. Später wurde er preußischer Vize-Obermundschenk. Im Jahre 1869 wurde er in den Grafenstand erhoben. Zeitgleich gehörte man als Vorstandsmitglied dem einige Jahre zuvor gegründeten Familienverband an.
Er heiratete in Berlin im Jahr 1850 Anna Auguste Leopoldine von Kleist (* 16. Juli 1826 in Dessau; † 30. August 1892 Lahneck), Tochter des Landrats des Landkreises Schweinitz und Erbherrn auf Kolochau Gustav Freiherrn von Kleist und der Antonie, geb. von Uebel. Seit 1866 war Kleist für den Johanniterorden aktiv und wurde dort Rechtsritter. 1870 wurde er Präsident des Kuratoriums der Pommerschen Hypotheken-Aktien-Bank.
Er verkaufte 1878 die Güter Dubbertech und Pridargen und erwarb für seine Frau die Burg Lahneck bei Oberlahnstein. Diese starb 1892 wenige Monate nach ihm auf der Burg Lahneck. Danach wurde die Burg verkauft.
Sein erstgeborener Sohn, Dr. jur. Graf Friedrich Wilhelm von Kleist, wurde deutscher Diplomat. Hans, als zweiter Sohn eines Primogeniturgrafen erbte dieser weder dessen Grafentitel noch das väterliche Stammgut, wurde preußischer Generalmajor und hatte als Experte für Pferde großen Einfluss auf die Heranbildung der heutigen Hannoveraner.
Nacherbe auf dem 2030 ha Gut Wendisch-Tychow, welches sich seit 1505 in Familienhand befand, wurde 1936 der gleichnamige Enkel Ewald von Kleist-Wendisch Tychow, Rittmeister a. D., Vorsitzender des Familienverbandes und verheiratet mit Margarete Gräfin Finck von Finckenstein.